# Крёгер, Торстен
Торстен Крёгер (нем. Torsten Kröger; род. 21 июля 1987 года) — немецкий шорт-трекист, серебряный призёр чемпионата мира  2011 года, бронзовый призёр чемпионата Европы 2012 года. 

## Спортивная карьера
Торстен Крёгер родился в городе Росток, Германская Демократическая Республика. Торстена и двух его братьев воспитывала одна мать Сабина Крёгер (девичья фамилия Кордуа), которая была конькобежцем из Ростока. Она умерла в 2001 году и самого младшего брата Арнольда отдали в приёмную семью, а Торстен и Ханнес переехали в комнату в доме престарелых. Он начал кататься на коньках вместе со своим младшим братом Ханнесом, который завершил карьеру конькобежца в сезоне 2014/15 годов. Торстен выступал за команду "ESV Turbine Rostock" и тренировался у тренера Карин Шмидт.
Он дебютировал на соревнованиях международного уровня в январе 2005 года на Европейском юношеском олимпийском зимнем фестивале в Швейцарии. В течение 2006 года он успешно выступал на этапах бундеслиги и отобрался на юниорский чемпионате мира в Млада Болеславе, проходившем в январе 2007 года, где занял 31-е место в общем зачёте. В феврале на чемпионате Германии завоевал бронзовую медаль в беге на 1500 м и в общем зачёте занял 5-е место.
Через год на национальном чемпионате он выиграл бронзовую медаль в беге на 1000 м и в личном зачёте многоборья занял 4-е место. следом на чемпионате Европы в Вентспилсе в составе команды занял 5-е место в эстафете. В октябре дебютировал на Кубке мира в Солт-Лейк-Сити и Ванкувере, и занял лучшее 22-е место на дистанции 500 м. В 2009 году на чемпионате Европы в Турине поднялся на 6-е место в эстафете. 
В феврале на открытом чемпионате Германии по одиночным дистанциям Торстен занял 3-е место в беге на 500 м и 2-е в беге на 1000 м.
В марте 2010 года на зимних Всемирных военных играх в Курмайоре завоевал бронзовую медаль на дистанции 1500 м. В сентябре на чемпионате Германии занял 2-е место в беге на 1000 м и 3-е в беге на 1500 м, а в многоборье стал 4-м. На Кубке мира в октябре, проходившем в Квебеке он поднялся на 7-е место в беге на 500 м.
В начале января 2011 года на европейском чемпионате в Херенвене немецкая четвёрка вместе с Торстеном заняла 4-е место в эстафете и 15-е место занял в личном многоборье. В феврале на этапе Кубка мира в Дрездене он занял 15-е место на дистанции 500 м и выиграл золото в эстафете, а в марте на чемпионате мира в Шеффилде помог команде выиграть серебряную медаль в эстафете.
В 2012 году Крёгер завоевал бронзовую медаль в составе эстафетной четвёрки на чемпионате Европы в Млада-Болеславе. На чемпионате мира в Пекине занял 32-е место в общем зачёте. В сентябре 2012 года на чемпионате Германии в Мюнхене добился уверенной победы на 3-х дистанциях и выиграл в общем зачёте золотую медаль. В начале 2013 года занял 21 место в общем зачёте на чемпионате Европы в Мальмё.
В 2013 году он получил серьёзную травму и пропустил весь сезон. В декабре 2014 года вернулся с выступлении на Кубке мира, а уже в январе 2015 года на чемпионате Европы в Дордрехте занял 15-е место в личном зачёте и 7-е в эстафете. В марте на чемпионате мира в Москве занял 31-е место в общем зачёте многоборья. В сезоне 2015/16 годов на Кубке мира Торстен не показывал высоких результатов. 
В январе 2016 года на чемпионате Германии занял 3-е место в общем зачёте, выиграв бронзу на дистанции 1000 м и серебро на 1500 м. В следующем месяце участвовал в Кубке мира на этапах в Дрездене и Дордрехте, но занял лишь лучшее 16-е место в беге на 1000 м.

## Личная жизнь
Торстен Крёгер после профессионального обучения в качестве технического чертежника получил место в группе спортивного продвижения вооруженных сил Германии, был призван для прохождения службы в бундесвере. Он коллекционирует спортивные очки, также увлекается рыбалкой.